# El Sistema
El Sistema je venezuelský hudebně-vzdělávací program, který je založený na dobrovolnictví a je financovaný z veřejných zdrojů. Zahrnuje 31 symfonických orchestrů a dohlíží na 125 orchestrů složených z mladých hudebníků a řídí vzdělávací programy, ve kterých se děti a mladí lidé učí hře na jednotlivé nástroje. Jejím největším úspěchem je 250 tisíc dětí, které docházejí do hudebních škol po celé zemi, přičemž 90 % z nich je ze sociálně znevýhodněných rodin.

## Vznik El Sistemy
El Sistemu založil v roce 1975 pod názvem Social Action for Music venezuelský ekonom a hudebník José Antonio Abreu, který se také stal jejím hlavním představitelem. Jeho program vzkvétal během střídání vlád, ideologií a funkčních období různých prezidentů (Carlos Andrés Pérez, Luis Herrera Campins, Jaime Lusinchi) a daří se mu také v současnosti (za levicové vlády Huga Cháveze).
Symfonický orchestr reprezentuje podle Abreua ideální společnost; čím dříve je dítě vychováváno v tomto prostředí, tím lépe pro všechny. Aby se Abreu mohl věnovat uskutečnění svého snu, musel vynaložit značné diplomatické úsilí.
Venezuelská vláda začala plně financovat Abreův orchestr poté, co zaznamenal obrovský úspěch v mezinárodní soutěži v roce 1977 ve skotském Aberdeenu. El Sistema spadala hned od počátku pod patronaci ministerstva sociálních věcí, ne tedy pod ministerstvo kultury, což bylo pro její přežití strategickou výhodou. Současná Chávezova administrativa sponzoruje El Sistemu zatím nejštědřeji. Toto financování pokrývá téměř všechny roční provozní náklady i další doplňkové projekty. V září 2007 prezident Hugo Chávez vyhlásil nový vládní program Misión Música, poskytující výuku a hudební nástroje venezuelským dětem.
Zakladatel Abreu získal v roce 1979 za svou práci Národní hudební cenu. V roce 1995 byl jmenován speciálním ambasadorem pro rozvoj celosvětových hnutí mládežnických a dětských orchestrů a sborů při organizaci UNESCO.
Síť hudebních těles El Sistemy se rozrostla na 102 mládežnických a 55 dětských orchestrů (čítajících přibližně 100 tisíc dětí).

## Název El Sistemy
Oficiálních názvů El Sistemy se během let vystřídalo několik. Původní název Social Action for Music je obtížně přeložitelný do češtiny; nabízejí se možnosti jako Krok/Vykročení společnosti k hudbě. Tento název se posléze změnil na FESNOJIV — Fundación del Estado para el Sistema Nacional de las Orquestas Juveniles e Infantiles de Venezuela, tj. Venezuelská národní síť symfonických orchestrů dětí a mládeže. (Odkaz na webové stránky El Sistemy je dosud https://web.archive.org/web/20100821212037/http://www.fesnojiv.gob.ve/.) Nakonec venezuelská vláda založila Hudební nadaci Simóna Bolívara (La Fundación Musical Simón Bolívar), která v současné době El Sistemu spravuje.

## Cíle a jejich naplňování
„Naše poslání je systematizovat hudební vzdělávání a podporovat společný přístup k hudbě prostřednictvím symfonických orchestrů a sborů, a pomáhat tak dětem a mladým lidem rozvinout jejich schopnosti a osvojit si hodnoty, které jsou příznivé pro jejich vývoj a užitečné pro jejich život ve společnosti.“ Hudební nadace Simóna Bolívara (El Sistema) je organizace, která se zavazuje působit na rozvoj společnosti skrze hudební vzdělávání mladých lidí. Tento inovativní a velmi nadějný projekt má pozitivní dopad na cílové komunity.
Cílem El Sistemy je využít hudbu k prevenci kriminality a k ochraně dětí prostřednictvím hudební výuky. Program nabízí rozumnou budoucnost mladým lidem z velmi chudých poměrů – vytrhává je mj. z drogového prostředí. Mladí lidé, kteří projdou El Sistemou, se jednoduše dokáží uplatnit v hudební praxi a zároveň svým sebezdokonalováním a vitalitou jdou příkladem všem Venezuelanům. Začínali zde například mezinárodně uznávaní umělci jako dirigent Gustavo Dudamel (nyní šéfdirigent orchestru Los Angeles Philharmonic), dále Edicson Ruiz, Joen Vazquez, Pedro Eustache, L. Miguel Rojas, Edward Pulgar, Natalia Luis-Bassa a Frank Di Polo.
Zásadním úspěchem a výsledkem dlouhodobého snažení tohoto programu je Orchestr mladých Simóna Bolívara (Orquesta Sinfónica Simón Bolívar). Tento orchestr debutoval pod taktovkou Gustavo Dudamela v roce 2007 v Carnegie Hall a na BBC Proms, přičemž jejich vystoupení vyvolala nadšené ohlasy kritiky. Špičkoví hudebníci spolupracovali s El Sistemou na založení nového orchestru mladých, který byl pojmenován po Terese Carreño (Teresa Carreño Youth Orchestra).
6. června 2007 vypsala Inter-americká rozvojová banka (Inter-American Development Bank, tj. banka působící jak v Severní, tak také Jižní Americe; zde IRB) granty na úvěr 150 milionů amerických dolarů určených na výstavbu sedmi oblastních center El Sistemy po celé Venezuele. Mnoho bankéřů IRB proti těmto úvěrům původně namítalo, že vážná hudba je pro elity. Banka provedla výzkum více než dvou milionů mladých lidí, kteří prošli El Sistemou, a tento výzkum prokázal, že účast na jejím programu vede ke zlepšení docházky ve školách a k poklesu kriminality mladistvých. Banka si uvědomila velký přínos programu pro venezuelskou společnost. Spočítala, že každý dolar (přeměněný na venezuelské bolívary) investovaný do El Sistemy vydělá celé společnosti jeden dolar a 68 centů. Díky tomu, že El Sistema získala podporu venezuelské vlády, mohla zavést program do učebního plánu státních škol. Jejím cílem je dostat se do roku 2015 do každé školy a vyučovat 500 tisíc dětí.

## Sistema Scotland
Sistema Scotland byla založena ve Skotsku z grantu Nadace pro skotské umění (Scottish Arts Council). Stalo se tak díky iniciativě předsedy této nadace Richarda Hollowaye. Cílem bylo mj. přerušit koloběh chudoby v ekonomicky slabé oblasti Raploch ve Stirlingu, kde průměrná délka života mužů je méně než 63 let. Britská vláda oznámila, že podpoří hudební vzdělávání v Británii částkou 332 milionů liber. Nicméně, přerušení po generace trvající chudoby není jediným cílem tohoto programu. Cílem Sistemy Scotland je také naučit své žáky, že na sobě mohou tvrdě pracovat, že mohou ve svém snažení uspět a cítit se díky tomu sebevědomě. Úspěch ve studiu hry na hudební nástroj má být jen začátek, jen zkušební prostor, na kterém děti zjistí, že když dokázaly uspět zde, dokáží to také v jiných oblastech života.
„Ministerstvo školství (v Anglii) vyčlenilo 2 miliony liber na tříletý program V harmonii (In Harmony), který se zaměří na tři zanedbané oblasti...“ Podle Petera Stevensona ze Sistemy Scotland jsou zde zmiňované 2 miliony součástí balíku 332 milionů liber, který byl vyčleněn díky úsilí hudebně-vzdělávacího konsorcia Glennieho, Galwaye, Lloyda Webbera a Kamena.

## El Sistema v Česku (Nadační fond Harmonie)
V Česku se pozvolna rozvíjí iniciativa nadačního fondu Harmonie, který se snaží aplikovat principy El Sistemy v Praze. Projekt je ve svých počátcích. Mediálně jej zaštiťuje herečka Simona Stašová.
Stejně jako Harmonie se projektem El Sistema inspirovala Základní škola Trmice (u Ústí nad Labem), která si klade za cíl integrovat romskou a neromskou část žactva.
Od roku 2018 také funguje Orchestr Vějíř pod neziskovou organizací Vějíř Kladno, z.s.

## Protinázor/Polemika
Gustávo Borchert, hudebník (perkusionista), muzikolog a psycholog, nachází v pojetí El Sistemy trhliny spojené s kapitalistickým systémem. Ve své diplomové práci Symfonický orchestr: Nová ekonomie estetické zkušenosti (The Symphony Orchestra: A New Economy of the Aesthetic Experience. A Subjectivity of Modernism in the Contemporary) Borchert projektu El Sistema vytýká nekritický souhlas s hodnotami globálního kapitalismu. Pojem sociální inkluze dle něj El Sistema ztotožňuje s ideály disciplíny a produktivity.
El Sistema a další podobné iniciativy mají snahu vštípit komunitám vlastnosti jako je pružnost, disciplína, vůle uspět (…), což je dle Borcherta echo nového životního tempa, které nasadily rostoucí požadavky produktivity a konzumu „globálního“ kapitalismu. Dle Borgerta společnosti nepomůže jen pasivně reagovat na tyto požadavky.

## Události a odkazy
V roce 2004 vznikl o El Sistemě dokumentární film s názvem Tocar y Luchar
(Hra a rvačky, 2004). Vyhrál několik cen, jako např. ocenění za nejlepší dokument na mezinárodním filmovém festivalu Cine Las Americas a také na festivalu Albuquerque Latino. V roce 2008 Paul Smaczny a Maria Stodtmeier natočili další dokument a El Sistema byla také uvedena ve zpravodajských pořadech jako např. 60 Minutes (season 40, episode 0413, 13.04.2008).
7. listopadu 2007 se konalo veřejné symposium o El Sistemě v Bostonu v Massachusetts.

## Hudba do věznic
V roce 2007 začala venezuelská vláda ve spolupráci s El Sistemou realizovat „plán zlepšování podmínek ve věznicích pomocí hudby“; píše o tom Leidys Asuaje ve venezuelském deníku El Nacional (25.05.2008).